# Palazzetto Nuñez Leslie
Palazzetto Nuñez Leslie, mais conhecida como Casa di Sir John Leslie, é um palacete localizado na Piazza in Piscinula, no rione Trastevere de Roma, geminado ao Palazzo Nuñez, bem maior.

## História e descrição
O atual palácio está num edifício do século XVI, quando ali ficava a "Locanda in Piscinula", de Mario Moretti, que tinha como emblema uma lamparina. Ali passou seus últimos dias a poetisa, escritora e cortesã Tullia d'Aragona, que se dizia ser filha do cardeal Luigi d'Aragona e, portanto, sobrinha do rei Afonso II de Nápoles; sua mãe com certeza era a cortesã ferrarense Giulia Campana. Depois, o edifício passou para a família Nuñez, marqueses oriundos do Reino da Espanha, juntamente com o palácio vizinho, cuja entrada é na Via della Lungarina. O palacete foi depois ampliado pela família no século XIX com a construção de um ático acima do beiral. O último membro da família antes da venda a John Leslie, 4º Baronete, o restaurou. As obras, completadas em 1954, foram executadas pelo arquiteto Roberto De Luca e pelo engenheiro F. Meriggioli. Uma inscrição gravada nesta época diz o seguinte: "DOMUS OCCASUS TULLIAE ARAGONENSIS PULCHERRIMA ARTIBUS ATQUE LITTERIS ORNATA MDL - MDLVI" ("Casa onde morreu Tullia d'Aragona, belíssima, artista e escritora - 1550-1556").
Foi também nesta última reforma que foi construída a pequena edícula com uma imagem da "Virgem e o Menino com São João Batista" na esquina do palacete com a Via in Piscinula. Um grande disco rajado em terracota, encimado por um grande baldaquino de bronze abriga a imagem mariana da "Mater Misericordiae", réplica de um motivo característico do Renascimento romano, iluminada por uma pequena lamparina decorada em arabescos fixada na parede por palmetas de ferro. Já o portal semicircular com arquitrave e mísulas foi um desejo do proprietário seguinte, o baronete irlandês John Leslie, cujo brasão decora o espaço entre o portal a janela do primeiro piso. O mesmo edifício também tem uma fachada posterior na Via Titta Scarpetta, onde, no número 27, está o brasão dos Leslie.
A fachada na Piazza in Piscinula apresenta janelas no primeiro piso decoradas com tímpanos triangulares e mísulas e as do segundo apenas com cornijas; destaca-se a janela central do primeiro piso, a que está acima do brasão, ricamente decorada. Esculturas e fragmentos antigos incrustados nas paredes tem origem na coleção de arte dos Nuñez e, dentre eles, destaca-se uma escultura com quatro peixes afixada no início da Via in Piscinula com a seguinte inscrição: "LAURENTI LS LANDI DE PISCIULA ET EORUM DESCENTIUM 1571". No interior, os apartamentos estão decorados com frisos pintados com imagens da vida romana e do castelo da família Leslie na Irlanda.
Sir John Leslie faleceu em abril em 2016, mas o palacete continua nas mãos de sua família.